# Marcus Trescothick
Marcus Edward Trescothick MBE (* 25. Dezember 1975 in Keynsham) ist ein englischer Cricketspieler.

## Sportliche Karriere
Trescothick ist ein linkshändiger Batsman. Er spielt seit 1993 First-Class-Cricket für Somerset. In den Jahren, in denen er internationale Einsätze hatte, spielte er regelmäßig nur einige wenige Matches am Saisonanfang für Somerset.
In der Zeit von 2000 bis zu seinem Rücktritt aus der Nationalmannschaft im Jahre 2008 spielte Trescothick in 76 Test Matches und 123 One-Day Internationals (ODIs) für England. Dabei war er in zwei Test Matches und zehn One-Day Internationals Kapitän der Mannschaft. Ferner wurde er in fünf One-Day Internationals als Wicket-Keeper eingesetzt.
In seiner internationalen Karriere wechselten Höhen und Tiefen. Es gelang ihm oft nicht, von einem guten Beginn seines Innings in der Weise zu profitieren, dass er eine Century erzielen konnte. Seit 2006 litt Trescothick am Burnout-Syndrom und an Depressionen, was insbesondere dazu führte, dass er wiederholt seine Teilnahme an den mehrmonatigen Auslands-Touren der Nationalmannschaft im Winter abbrechen musste. Aus diesem Grund trat er 2008 vom internationalen Sport zurück, seinen letzten Test Match Einsatz hatte er bereits 2006. Seine Autobiographie Coming Back to Me wurde mit dem britischen Literaturpreis William Hill Sports Book of the Year ausgezeichnet.
Von allen noch aktiven englischen Profis hat er die meisten Läufe sowohl im Test Cricket (5825 Läufe, 14 Centuries) als auch in ODIs (4335 Läufe, 12 Centuries) erzielt. 2005 wurde er zu einem der Wisden Cricketers of the Year gewählt.
Auf nationaler Ebene war Trescothick in den Jahren nach seinem Rücktritt aus der Nationalmannschaft einer der erfolgreichsten Batsmen. Zwischen 2008 und 2011 erzielte er in jeder Saison mehr als 1000 Runs im englischen County Championship. 2011 erzielte er in allen englischen Wettbewerben zusammen (First-Class-, List A- und Twenty20-Cricket) mehr als 2500 Runs und wurde dafür, wie schon 2009, von der Professional Cricketers Association als Player of the Year ausgezeichnet.

## Privatleben
Trescothick ist verheiratet und hat zwei Töchter. Er lebt in Taunton.